# Baskarp
Baskarp er en småort i Habo kommun i Jönköpings län i Sverige. I 2010 var indbyggertallet 130.